# Jest taki samotny dom
Jest taki samotny dom – pierwszy singel zespołu rockowego Budka Suflera z albumu Cień wielkiej góry, wydany w 1975. Utwór powstał w pośpiechu jako ostatni z albumu.

## Muzyka
Utwór składa się z dwóch części: ballady i cody, połączonych krótkim mostkiem. Charakterystyczny riff Ziółkowskiego jest jednym z najcięższych w repertuarze zespołu. Ponieważ przypominał muzykę Black Sabbath, a Budka Suflera nie chciała być posądzana o naśladowanie znanych grup hardrockowych, ścieżka perkusji została przesunięta o dwie ćwierćnuty w stosunku do pozostałych instrumentów. Wykorzystano też instrumenty smyczkowe, inspirowane utworem „Kashmir”, a także „Epitaph” zespołu King Crimson.

## Tekst
Autorem słów, podobnie jak w przypadku innych utworów z Cienia wielkiej góry, jest Adam Sikorski. Tekst złożony jest z siedmiu strof, charakteryzujących się brakiem uporządkowanej struktury. Zastosowane środki poetyckie nawiązują do romantyzmu oraz modernizmu. Nastrój grozy tworzony jest za pomocą stereotypowych obrazów, łatwo kojarzących się z taką estetyką (noc, opuszczony dwór, skrzypiące drzwi). Końcowa część sugeruje, że opisywane wydarzenia są tylko snem (oniryzm).
Źródłami inspiracji były dla Sikorskiego piosenki turystyczne i poezja Vítězslava Nezvala.
W niektórych wersjach utworu Cugowski zamieniał słowa, śpiewając „seria barw” zamiast „feeria barw”.

## Wydania
Pojawiły się dwie reedycje singla. W 1983 utwór został nagrany ponownie na potrzeby albumu kompilacyjnego 1974–1984 i umieszczony na stronie B singla „Sen o dolinie (1983)”. W 2000 wytwórnia New Abra wydała singel „Jest taki samotny dom” na płycie CD.
Sam utwór nagrywany był wielokrotnie w różnych wersjach. W 1976 powstała wersja niemieckojęzyczna – „Ich bin neu geboren”. W 1984 na albumie 1974–1984 znalazła się nowa, skrócona (4:40) wersja, wydana również na wspomnianym wyżej singlu „Sen o dolinie”. Na albumach Budka w Operze, Live From Sopot ’94 i Live at Carnegie Hall (wydanych, odpowiednio, w 1994 i 2000) znalazły się koncertowe wykonania z tradycyjną prezentacją członków zespołu w trakcie trwania utworu, natomiast wariant bez gitar elektrycznych przedstawiono w 1998 na albumie Akustycznie. Kolejna, nowa wersja studyjna (4:53) pojawiła się w 2003 na kompilacyjnym minialbumie Palę sobie, promującym wyroby tytoniowe (wydanym również pod tytułem Posłuchaj sobie).

### Lista wydań
- 1975 Polskie Nagrania „Muza” (numer katalogowy: S-577)[13][14]
- 1983 Polskie Nagrania „Muza” (numer katalogowy: SS 809)[2]
- 2000 New Abra (numer katalogowy: NA 044)[6]

## Lista utworów

### Wydanie z 1975
Źródło
| Nr | Tytuł utworu            | Muzyka                | Tekst       | Długość |
| -- | ----------------------- | --------------------- | ----------- | ------- |
| 1. | „Jest taki samotny dom” | R. Lipko, K. Cugowski | A. Sikorski | 5:20    |
| 2. | „Samotny nocą”          | R. Lipko, K. Cugowski | J. Tomasz   | 2:54    |
|    |                         |                       |             | 8:14    |

### Wydanie z 1983
Źródło
| Nr | Tytuł utworu            | Muzyka                | Tekst       | Długość |
| -- | ----------------------- | --------------------- | ----------- | ------- |
| 1. | „Sen o dolinie”         | B. Withers            | A. Sikorski |         |
| 2. | „Jest taki samotny dom” | R. Lipko, K. Cugowski | A. Sikorski | 4:40    |
|    |                         |                       |             | 4:40    |

### Wydanie z 2000
Źródło
| Nr | Tytuł utworu            | Muzyka                | Tekst       | Długość |
| -- | ----------------------- | --------------------- | ----------- | ------- |
| 1. | „Jest taki samotny dom” | R. Lipko, K. Cugowski | A. Sikorski | 5:25    |
|    |                         |                       |             | 5:25    |

## Twórcy
- Krzysztof Cugowski – śpiew[1][c]
- Andrzej Ziółkowski – gitara[1][c]
- Romuald Lipko – gitara basowa[c]
- Tomasz Zeliszewski – perkusja[1][c]
- Adam Sikorski – słowa[4]

Gościnnie:
- Alibabki – chór (w wersji 1975)[15]